# 飛鳥井雅威
飛鳥井雅威（あすかい まさたけ、宝暦8年（1758年）12月16日 - 文化7年（1810年）7月27日）は、江戸時代後期の公卿。

## 官歴
- 明和7年（1770年）：従五位上
- 明和8年（1771年）：侍従
- 安永2年（1773年）：正五位下
- 安永2年（1774年）：従四位下
- 安永6年（1777年）：院別当、右権少将
- 安永7年（1778年）：従四位上
- 安永9年（1780年）：正四位下
- 安永10年（1781年）：左権中将
- 天明3年（1783年）：従三位
- 天明6年（1786年）：正三位
- 寛政元年（1789年）：右衛門督
- 寛政3年（1791年）：参議
- 寛政4年（1792年）：従二位、権中納言
- 寛政9年（1796年）：踏歌外弁
- 寛政10年（1797年）：正二位、民部卿
- 文化3年（1806年）：権大納言

## 系譜
- 父：飛鳥井雅重
- 弟：中御門宗章
- 子：飛鳥井雅光